# Jotangan (Bayat)
Jotangan is een bestuurslaag in het regentschap Klaten van de provincie Midden-Java, Indonesië. Jotangan telt 1984 inwoners (volkstelling 2010).